# Bent Lorentzen
Bent Lorentzen (født 11. februar 1935 i Stenvad på Djursland, død 3. oktober 2018) var en dansk komponist, der komponerede i stort set alle genrer, men som nok mest var kendt for sin musikdramatik. Han komponerede 15 operaer af kortere eller længere varighed. Uddannet på Det kgl. danske Musikkonservatorium hos Vagn Holmboe, Finn Høffding og Jørgen Jersild. Debut som operakomponist i 1963 med Folkevisen om Stalten Mettelil opført af Århus Operagruppe. Siden opført i 1980 i TV i revideret form. Lorentzen var en pioner inden for dansk elektronisk musik og udgav i den forbindelse Bidrag til en Ny Musikteori (1968, trykt 2012). Hans teoretiske arbejde med musikdramatik præsenteres i bogen Musikdramaturgi (2012).
Han er far til den danske komiker og instruktør Morten Lorentzen.

## Værker (udvalg)
- 1963 Stalten Mette (opera, TV 1980)
- 1965 Euridice (opera)
- 1974 Dette her er vist noget af Mozart (opera)
- 1994 Den stundesløse (opera efter Holbergs komedie)
- 1998 Pergolesis Hjemmeservice (opera)
- 1999 Der Steppenwolf (opera efter Hermann Hesses roman, uropført 2016)
- 2000 Den lidendes mund, for soprano, flute, cello, accordeon and guitar, text in Danish by Søren Kierkegaard (1843), (adapted by J. Staubrand), Frederiksberg : Jens Staubrand, cop. by Edition Wilhelm Hansen, Copenhagen : 2000
- 2006 Kain og Abel (opera)
- 2009 Jeppe (Opera efter Ludvig Holbergs komedie)
- En samlet oversigt over 150 værker med opusnumre, værker uden opusnumre samt bibliografi findes i Bent Lorentzen. Værkliste og Bibliografi. Ved Lars Ole Bonde. Edition Wilhelm Hansen 2013.